# Ковалі (Кременчуцький район)
Ковалі́ — село в Україні, в Омельницькій сільській громаді Кременчуцького району Полтавської області. Населення становить 35 осіб.

## Географія
Село Ковалі знаходиться за 3,5 км від лівого берега річки Сухий Омельник та за 4,5 км від правого берега річки Псел, на відстані 0,5 км від села Щербухи.